# Gefionfontänen

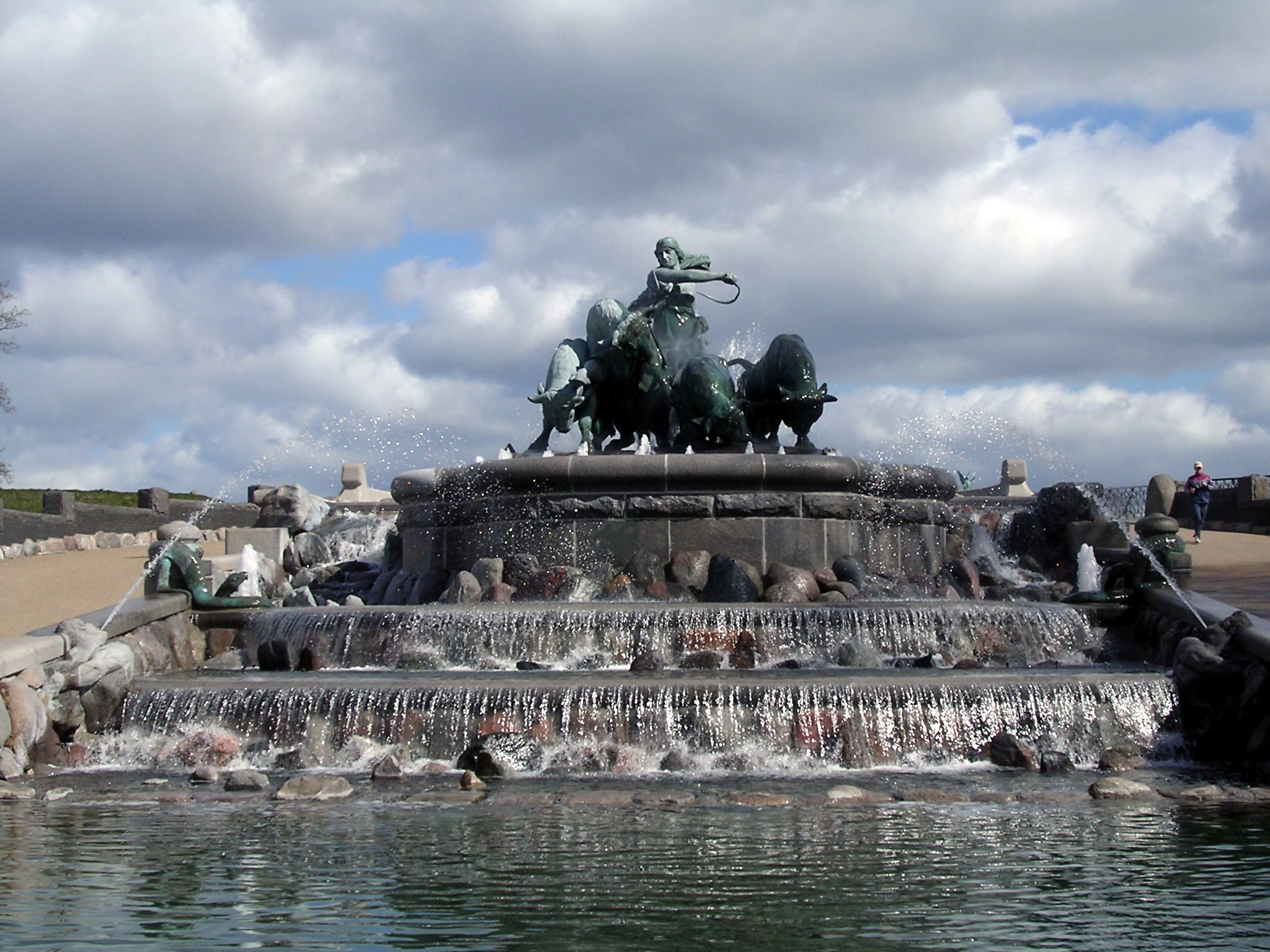
Gefionfontänen, 2007

Gefionfontänen (danska: Gefionspringvandet) är en fontän i Köpenhamn, utformad av Anders Bundgaard och färdigställd 1908. Den är belägen i området Nordre Toldbod, öster om St. Alban's English Church och söder om Kastellet och Langelinie. Det är Köpenhamns största monument.
Fontänens skulpturgrupp föreställer vanagudinnan Gefjon med sina oxar fastspända vid en plog. Enligt myten, som berättas i Ynglingasagan, lovade den svenske kungen Gylfe att Gefjon skulle få ett så stort stycke av Svitjod som hon kunde plöja på en dag. Gefjon förvandlade då fyra jättar till oxar och plöjde upp ett stort område, som jättarna bar med sig och gav upphov till Själland. Hålet som blev kvar blev Mälaren.
Motivet utsågs genom en tävling 1897–1898, där Bundgaard segrade. Monumentet finansierades av Köpenhamns kommuns konstfond och Carlsbergfonden. Carlsberg ville med sitt bidrag på 5000 kronor markera bolagets 50-årsjubileum 1897. Fontänen var ursprungligen avsedd för Rådhuspladsen, men där placerades istället Thorvald Bindesbølls och Joakim Skovgaards Dragespringvandet 1904.
Ett av de förlorande tävlingsbidragen var Carl Johan Bonnesens Tors strid med jättarna. Bonnesen fortsatte att arbeta på sin skulpturgrupp; 1926 ställdes den upp på Torø och 1957 flyttades den till Haustrups fabriker vid Thorslunde.